# Križ v gorah (Tetschener oltar)
Križ v gorah, znan tudi kot Tetschener oltar, je slika olje na platnu nemškega umetnika Casparja Davida Friedricha, oblikovana kot oltarna slika. Med Friedrichovimi prvimi večjimi deli je slika iz leta 1808 pomenila pomemben prelom s konvencijami krajinskega slikarstva z vključitvijo krščanske ikonografije. V hierarhiji žanrov je religiozno (zgodovinsko) slikarstvo veljalo za najvišjo zvrst umetnosti; Friedrichova uporaba krajine za evociranje duhovnega sporočila je bila tako kontroverzna, kar je povzročilo razpravo med zagovorniki neoklasicističnih idealov in nove nemške romantike Friedricha in njegovih vrstnikov.

## Opis
Na platnu je upodobljen zlati vrhnji križ s silhueto križanega Jezusa v profilu na skali na vrhu gore, obdan z jelkami pod njim. Križ, obrnjen proti soncu, sega najvišje na sliki, vendar je prikazan poševno in od daleč. Slikovni prostor je skoraj dvodimenzionalen in ker nima nobenega elementa v ospredju, se prizor zdi oddaljen od gledalca in na veliki višini. Svetloba izza križa zatemni del gore, ki ga vidimo. Nizko sonce morda vzhaja ali zahaja; njegovih pet stiliziranih žarkov potuje navzgor, eden pa ustvarja blesk na Kristusu, kar nakazuje na kovinsko skulpturo. Na vznožju križa raste bršljan. Po Sieglu je zasnova oltarne slike »logičen vrhunec mnogih [Friedrichovih] prejšnjih risb, ki so upodabljale križ v svetu narave«.
Platno se na več načinov odmika od naturalistične pokrajine. Ravnanje s svetlobo ni realno; umetnostna zgodovinarka Linda Siegel meni, da sonce ni edini vir svetlobe – da mora biti prisoten tudi mistični vir osvetlitve. Gledalčeva lokacija je nejasna, navidezno na veliki višini, in kjerkoli je, podrobnosti pokrajine ne bi bile tako vidne, kot jih naredi Friedrich. Razstavna knjiga je opozorila na formalne inovacije Friedrichovih krajin: »nepripravljenost zgraditi neprekinjen prostor iz medsebojno povezanih plasti [in] odsotnost poenotene tonalnosti v njegovi uporabi barv«.
Pokrajina kaže veliko pozornosti do detajlov pri modeliranju narave. Friedrich je naredil številne študije dreves in skal, ki jih je mogoče najti na tej sliki. Friedrichov sodobni kritik Ramdohr je priznal vpliv Albrechta Dürerja in drugih mojstrov v natančnosti upodobitve: »vsaka majhna vejica, vsaka iglica na jelki, vsaka točka na pečini je izražena ... zunanja silhueta je popolnoma natančna« — toda to je bila kritika glede na gledalčevo oddaljenost: »da bi videl goro hkrati z nebom bi moral [Friedrich] stati več tisoč korakov stran, na isti ravni z goro in tako, da je črta obzorja vzporedna z goro. S takšne razdalje ne bi mogel videti nobene podrobnosti.«
Pozlačen okvir, ki ga je oblikoval Friedrich in izdelal kipar Christian Gottlieb Kühn [de], vključuje drugo krščansko ikonografijo. Na dnu je Božje oko v trikotniku s pšenico in vinsko trto, ki sta simbola evharistije. Gotski stebri, ki se dvigajo po okvirju, podpirajo palmove veje, iz katerih izhaja pet angelov, z zvezdo nad osrednjim. Zasnova, ki spominja na sakralno umetnost mnogo zgodnejših obdobij, je utrdila funkcijo slike kot oltarja in dala sodobnim gledalcem »alegorično navodilo za branje tako zaprtega slikarskega prizora«, čeprav bi bilo kakršno koli alegorično branje glede na edinstveno kombinacijo žanrov sporno.

## Naročilo
Geneza Friedrichove oltarne slike ni enostavna. Umetnostni zgodovinarji so desetletja sprejemali poročilo Friedrichovega tesnega prijatelja, Augusta Otta Rühleja von Liliensterna, dokler niso nastali novi dokazi. Po Liliensternovih besedah je oltar naročila grofica Theresia von Thun-Hohenstein za kapelo svoje katoliške družine v Tetschenu na Češkem. Videla je podobno delo Friedricha v sepiji in bila navdušena nad njim. Slikar se je sprva upiral sprejetju naročila in se je nagibal k slikanju šele, ko ga je prešinila muza, vendar je privolil, ko je našel načrt za celotno oltarno sliko, za katero je mislil, da bo v skladu s postavitvijo kapele. Raziskave leta 1977 pa so pokazale, da je Friedrich sliko zamislil pred naročilom in da jo je nameraval posvetiti švedskemu kralju Gustavu IV. Adolfu (kar je postalo sporno, ko je bil kralj odstavljen do konca leta 1808). Thun-Hohensteini so s temi podrobnostmi izvedeli do avgusta 1808. Grofičina mati je nasprotovala tako ceni kot formatu umetnine in izjavila, da je nikoli ne bodo uporabili v družinski kapeli ali drugje na gradu. Na koncu so ga sicer odkupili, a je bil obešen v grofičini spalnici. Friedrich je želel obiskati družino, da bi videl svojo oltarno sliko in situ, ne da bi vedel, kje dejansko je. Njegovi pokrovitelji so ga odvračali z laganjem o svojih načrtih glede lokacije slike ali njenega trenutnega bivališča. Kljub temu je bil grad Tetschen dom oltarne slike od 1809 do 1921.
Friedrichova želja, da bi sliko posvetil Gustavu IV. Adolfu Švedskemu, zaplete ne le zgodbo o naročilu, ampak tudi interpretacijo slike. Friedrich je bil iz mesta Greifswald, območja, ki je bilo včasih pod švedsko oblastjo od Vestfalskega miru leta 1648, ki se je končalo z Napoleonovo invazijo leta 1806. Pri protifrancoskem, nemškem patriotu, kot je bil Friedrich, je Napoleonova invazija podžgala občutke nemškega in romantičnega nacionalizma. Gustav IV. Adolf je potrdil svoje priznanje Nemčije z izjavo: »Naj še dočakam dan, ko bom Nemčijo kot svojo drugo domovino videl povrnjeno na položaju, do katerega ji njen cenjeni narod in slava stoletij dajeta nesporno pravico.« Kralj je bil tudi pobožen mož, na katerega je vplivala Moravska cerkev, protestantska denominacija, ki si je prizadevala za »radikalno notranjo predanost ... vera 'ni bila v mislih niti v glavi, ampak v srcu, luč, ki je zasvetila v srcu'«. [1] Friedrichova slika je odražala to čustvo in vsebuje tisto, kar lahko razlagamo kot enega od simbolov Gustava IV., polnočno sonce. Po besedah Norberta Wolfa Tetschenov oltar zato najprej in predvsem ni bil oltarna slika, ampak del politične propagande ... [prevzemanje] osvobodilne ideologije švedske monarhije«. Koerner in Wolf trdita, da ko politična alegorija Friedrichu ni bila več na voljo, se je interpretacija slike zlahka premaknila iz politične v bolj čisto religiozno, v skladu z ideali nemške romantike. Friedrich je v svoji karieri še naprej uporabljal nemško-nacionalistične teme v svojih slikah.

## Razstava in sodobna recepcija
Na božični dan leta 1808 je Friedrich, kot odgovor na zanimanje svojih prijateljev za sliko, razstavil delo v svojem ateljeju. Umetnik tega ni želel storiti, saj je bila oltarna slika zasnovana z mislijo na določeno lokacijo, kapelo Tetschen. Oltar nikoli ni bil mišljen za obešanje na steno, ampak postavljen na mizo, kot je na Friedrichovi načrtovalski risbi. Friedrich je zato poskušal v svojem ateljeju poustvariti razmere kapele: zmanjšal je osvetlitev in kos postavil na mizo, prekrito s črnim prtom. Lilienstern, ki je bil prisoten, je dokumentiral dogodek in sklenil: »Če bi bila slika iztrgana iz konteksta [kapele] in postavljena v sobo, ki ni prilagojena za tako razstavljanje, bi izgubila velik del predvidenega učinka«.
Čeprav je bila kontroverzna in na splošno hladno sprejeta, je bila to vseeno prva Friedrichova slika, ki je dobila širok publicitet. Umetnikovi prijatelji so javno branili delo, medtem ko je likovni kritik Basilius von Ramdohr, ki je obiskal Friedrichovo ateljejsko razstavo, objavil članek, v katerem zavrača Friedrichovo uporabo krajine v verskem kontekstu. Ramdohr je vprašal, ali je Križ v gorah uspel kot krajinska slika; če je bila alegorija primerna v krajinskem slikarstvu; in če je bila »ambicija dela, da služi kot oltarna slika za krščansko bogoslužje, združljiva s pravo naravo umetnosti in vere«. Njegov odgovor je bil vedno ne: »Prava je prevzetnost, ko se krajinsko slikarstvo hoče izmuzniti v cerkev in priplaziti do oltarjev«. Ramdohr je prav tako zgodaj prepoznal 'nemškost' slike in element nacionalizma. Siegel ugotavlja, da Ramdohr, klasik, ni razumel filozofije novih nemških romantičnih umetnikov, ki so menili, da »tradicionalna religiozna ikonografija ne more dovoliti, da bi človek izkusil mistično združitev z Bogom«.
Razprava o sliki, imenovana Ramdohrstreit in se je večinoma odvijala v reviji Zeitung für die elegante Welt (Časopis za eleganten svet), se je prelevila v razpravo o izzivu razsvetljenske estetike, ki ga je postavila vzhajajoča romantika. Koerner meni, da Friedrichovim zagovornikom ni uspelo ovreči posebnih Ramdohrjevih kritik, njihov cilj pa je bil prav tako predstaviti nov način razumevanja in vrednotenja umetnosti. Umetnostni zgodovinar sklene: »Tako kot Križ v gorah pomeni revolucijo v krajinskem slikarstvu, njegova romantična obramba nakazuje revolucijo v jeziku in praksi umetnostne kritike«.
Gerhard von Kügelgen in drugi umetniki so odgovorili Ramdohru v bran Friedrichu. Kügelgen je ugovarjal Ramdohrjevi želji, da bi se držal formaliziranih estetskih načel, in trdil, da umetnosti prihodnosti ne morejo omejiti ideali, razviti iz preteklosti: »Skozi umetnostno zgodovino opažamo, da umetnost pristaja na različne oblike, in kdo med nami želi in je sposoben določiti, da morda ne bi pristala na oblike, ki jih še ne poznamo. Friedrichova izvirnost bi morala biti za nas še toliko bolj dobrodošla, saj nam predstavlja obliko dotlej manj opaznega krajinskega slikarstva, v katerem se v sami svoji posebnosti razodeva poduhovljeno stremljenje po resnici.«
Friedrich se je na kritike odzval z oddajo, v kateri je opisal svoje namene, kar je bil edini čas, ko je javno komentiral svojo umetnost. Napisal je:
"Jezus Kristus, pribit na križ, je obrnjen proti zahajajočemu soncu, tukaj je podoba Očeta, ki popolnoma oživlja. S Kristusom umira modrost starega sveta, časa, ko je Bog Oče taval naravnost na Zemlji. To sonce je zašlo in svet ni mogel več dojeti odhajajoče svetlobe. Večerni sij, ki sije iz čiste plemenite kovine zlatega križanega Kristusa, se odseva v nežnem siju na Zemlja. Križ stoji na skali, neomajno, kakor stoji naša vera v Jezusa Kristusa zimzeleno, ki traja skozi vse letne čase, kakor tudi vera človeka vanj, križanega.«

## Galerija

### Predhodniki in študije
- Gebirgslandschaft, 1804/05. Starejša postavitev križa v krajino.
- Wallfahrt bei Sonnenuntergang, c. 1805. Zgodnejša nastavitev
- Pogled na dolino Elbe, 1807. Zgodnje okolje
- Slika uporablja to študijo drevesa iz leta 1807
- Ta svinčnik in sepija (ok. 1805/06) sta bila prikazana na razstavi Dresdenska akademija leta 1807 (Koerner je trdil, da je razstavljeni predmet izgubljen, vendar ga Wolf slika)

### Povezana kasnejša dela
- Sedanja oltarna slika brez okvirja
- Jutro v Riesengebirge (1811). Friedrich je križ umestil v druge slike, ki so nastale kmalu za Tetschenovim oltarjem
- Križ v gozdu (1811). Kasnejša nastavitev
- Zimska pokrajina s cerkvijo (1811). Kasnejša nastavitev
- Križ v gorah (1814-1820; Ducal Museum Gotha)